# Power Rangers (film 2017)

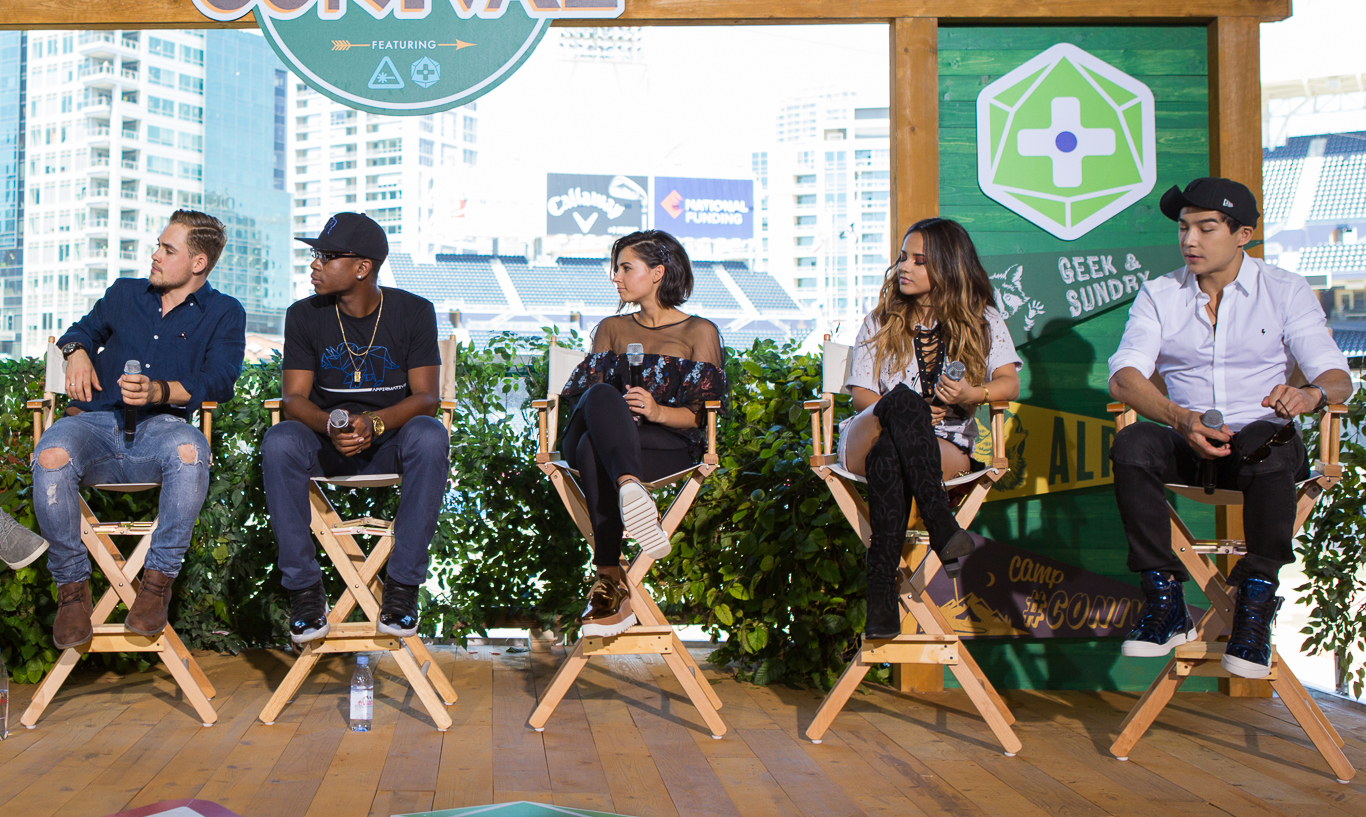
Główna obsada filmu podczas San Diego Comic-Con 2016. Od lewej: Dacre Montgomery, RJ Cyler, Naomi Scott, Becky G i Ludi Lin.

Power Rangers (znany również pod nazwą Saban's Power Rangers) – amerykański film science fiction w reżyserii Deana Israelite'a, z 2017 rok. Scenariusz do filmu napisali John Gatins i Ashley Miller. Power Rangers bazuje na serialowym uniwersum o tym samym tytule, zaś w rolach głównych występują Dacre Montgomery, Naomi Scott, RJ Cyler, Becky G, Ludi Lin, Bill Hader, Bryan Cranston i Elizabeth Banks.
To trzeci film kinowy w historii Power Rangers, a pierwszy po dwudziestu latach przerwy. Akcja filmu nie jest związana fabularnie z wydarzeniami w serialu i stanowi odrębną całość (jest rebootem). Film przedstawia większość postaci z Mighty Morphin Power Rangers zagranych przez nowych aktorów. Dla produkcji filmu, do roli producenta powrócił twórca uniwersum Power Rangers, Haim Saban.

## Opis fabuły
Piątka nastolatków, niepopularna w gronie swoich rówieśników – Zack, Trini, Billy, Kimberly i Jason – zostaje drużyną Power Rangers, kiedy dowiaduje się, że ich miasto Angel Grove oraz cały świat jest w niebezpieczeństwie ze strony kosmicznych sił dowodzonych przez Ritę Repulsę.

## Obsada
| Rola                                | Aktor            | Polski dubbing     |
| ----------------------------------- | ---------------- | ------------------ |
| Jason Lee Scott / Czerwony Wojownik | Dacre Montgomery | Marek Molak        |
| Kimberly Hart / Różowa Wojowniczka  | Naomi Scott      | Weronika Humaj     |
| Billy Cranston / Niebieski Wojownik | RJ Cyler         | Otar Saralidze     |
| Trini Kwan / Żółta Wojowniczka      | Becky G          | Aleksandra Radwan  |
| Zack Taylor / Czarny Wojownik       | Ludi Lin         | Szymon Roszak      |
| Zordon                              | Bryan Cranston   | Andrzej Blumenfeld |
| Rita Repulsa                        | Elizabeth Banks  | Monika Dryl        |
| Alpha 5                             | Bill Hader       | Paweł Ciołkosz     |
| Sam Scott                           | David Denman     | Szymon Kuśmider    |
| Amanda                              | Sarah Grey       | NIE DOTYCZY        |
| Maddy Hart                          | Anjali Jay       | NIE DOTYCZY        |
| Pan Kwan                            | Patrick Sabongui | NIE DOTYCZY        |
| Candace Cranston                    | Lisa Berry       | NIE DOTYCZY        |
| Rebecca                             | Emily Maddison   | NIE DOTYCZY        |
| Pearl Scott                         | Kayden Magnuson  | NIE DOTYCZY        |
| Ochroniarz                          | Ranjit Samra     | NIE DOTYCZY        |

## Produkcja
Zdjęcia do filmu były kręcone w dniach 29 lutego – 28 maja 2016 w kanadyjskim Vancouver.

## Odbiór

### Box office
Przy budżecie szacowanym na 100-120 milionów dolarów, film Power Rangers zarobił w USA i Kanadzie ponad 85 milionów, a w pozostałych krajach równowartość około 57 mln USD; łącznie ponad 142 miliony.

### Reakcja krytyków
Film spotkał się z mieszaną reakcją krytyków. W agregatorze recenzji Rotten Tomatoes 50% z 177 recenzji uznano za pozytywne, a średnia ocen wystawionych na ich podstawie wyniosła 5,30. Z kolei w agregatorze Metacritic średnia ważona ocen z 30 recenzji wyniosła 44 punkty na 100.